# Roger Ikor
Roger Ikor (* 28. Mai 1912 in Paris; † 17. November 1986 ebenda) war ein französischer Schriftsteller. 1955 erhielt er den  Prix Goncourt für seinen Roman Les eaux mêlées.
Ikor, der von litauischen Juden abstammte, besuchte das Lycée Condorcet. Nach dem Abschluss in Literatur 1935 war er Gymnasiallehrer. Im Zweiten Weltkrieg kam er als Offizier 1940 in deutsche Kriegsgefangenschaft in Pommern. Danach war er wieder Gymnasiallehrer in Paris (unter anderem am Lycée Charlemagne). Nach dem Krieg begann er zu veröffentlichen und 1950 erschien sein erster Roman. Les eaux mêlées, der Geschichte einer russisch-jüdischen Familie über drei Generationen in Frankreich (und ihrer Verbindung mit einer nicht-jüdischen Familie), erhielt 1955 den Prix Goncourt. Der Roman bildet eine Einheit mit La Greffe du printemps und spielt in La Frette-sur-Seine und Herblay-sur-Seine und wurde für das Fernsehen verfilmt.
Sein Roman Le Tourniquet des innocents von 1972 spielt im Lycée Condorcet. Er verfasste auch einen sechsbändigen Romanzyklus (Si le temps), in dem der Architekt Ludovic Fenns Rückschau auf sein Leben hält.
Sein Sohn starb durch den Einfluss einer makrobiotischen Zen-Sekte, was Ikor zum Anlass einer öffentlichen Kampagne im Fernsehen und in zwei Büchern (unter anderem Les Sectes, un mal de civilisation, Albin Michel 1983) gegen Sektenunwesen nahm. 1981 gründete er das  Centre contre les manipulations mentales zum Schutz von Personen gegen Sekten.
In den 1930er Jahren veröffentlichte er auch historische Bücher über die Revolution von 1848 und Saint-Just.

## Werke
- La Greffe de printemps, 1955
- Les Eaux mêlées 1955. Prix Goncourt
  - Übers. Ernst Sander, Werner von Grünau: Die Söhne Abrahams. Kindler, München 1957 (Albert-Schweitzer-Buchpreis)[2]
- Mise au net (Pour une révolution de la discrétion) 1957
- Ciel ouvert 1959
- Le Semeur de vent. 1960 (Si le temps 1)
  - Das Dorf ohne Geld. Kindler 1963
- Les Murmures de la guerre. Albin Michel 1961 (Si le temps 2)
  - Der flüsternde Krieg. Kindler 1964
- La Pluie sur la mer 1962 (Si le temps 3)
  - Regen über dem Meer, Kindler 1963
- La Ceinture de ciel 1964 (Si le temps 4)
  - Glück ohne Wiederkehr. Genf 1971
- Gloucq ou la toison d'Or 1965
- Les Poulains 1966 (Si le temps 5)
- Frères humains, 1969 (Si le temps 6)
- Le Tourniquet des innocents. 1972
- Pour une fois écoute, mon enfant. 1975 (Erinnerungen an seine Gefangenschaft)
- Je porte plainte. 1981 (Forderung nach Rückkehr zur Volljährigkeit mit 21[3], Forderung nach Rettung des zugrunde gehenden Unterrichtswesens durch die Wiederherstellung der Autorität des Lehrers und die Wiedereinführung des Leistungsprinzips[4], Beklagen des Suizids der Zivilisation[5] und Forderung nach Realismus statt Illusionismus[6])
- Les Sectes, un mal de civilisation. 1983
- O soldats de quarante !... 1986
- Les Fleurs du soir. 1985

## Notizen
1. ↑  Über das Schicksal einer jüdischen Familie, die dem pogrom-freundlichen Zarismus entkommt, in Frankreich eine neue Heimat sucht und sich allmählich, in der dritten Generation, assimiliert. Der französische Literaturkritiker Robert Kemp in Nouvelles Literaires: "Eine Familiengeschichte von einer Qualität, der man nicht häufig begegnet."
2. ↑  Die Preisrede von Maurice Colleville dazu ist referiert in Kindlers Autobiographie, ebd. auch Ikors Dankesrede im Auszug, auf Deutsch gehalten, über seine Zeit als Kriegsgefangener der Deutschen.
3. ↑  Je porte plainte, S. 40 bis 50
4. ↑  Je porte plainte, S. 50 bis 66
5. ↑  Je porte plainte, S. 67 bis 92
6. ↑  Je porte plainte, S. 92 ff.

| Personendaten    | Personendaten                |
| ---------------- | ---------------------------- |
| NAME             | Ikor, Roger                  |
| KURZBESCHREIBUNG | französischer Schriftsteller |
| GEBURTSDATUM     | 28. Mai 1912                 |
| GEBURTSORT       | Paris                        |
| STERBEDATUM      | 17. November 1986            |
| STERBEORT        | Paris                        |